# عبد الله السياري
عبد الله بن محمد السياري شاعر وأديب سعودي، ولد عام 1362هـ. تميز في كتابة الشعر الشعبي، كما أن له محاولات جيدة في إبداع الشعر الفصيح نشرها في ديوانه الثاني، وتميّز السياري بصورة أكبر بعذوبة وجمال لغته الشعرية لاسيما في قصائد الغزل.
وأبدع العديد من القصائد التي حظيت بانتشار واسع من أشهرها قصيدة «على خير أشوفك كان حنّا من الحيين» التي غنّاها الفنان محمد سليمان، وانتشرت بأصوات العديد من المنشدين، وكذلك قصيدة «يوم قفّت وصاح صغيرها عاودت له» وكانت له مساجلات مع شعراء كبار من أبرزهم: الأمير محمد الأحمد السديري وعبد الله السلوم وعبد الرحمن العطاوي وعبد العزيز بن صالح بن مقبل وراشد بن جعيثن والحميدي الحربي.

## نشأته وتعليمه
- درس عبد الله السياري في مسقط رأسه: مدينة ضرما، ثم أصبح مدرسّاً في المدرسة التي تخرج منها.
- وتولّى إدراة أكثر من مدرسة ابتدائية ومتوسطة في مدينة الرياض.
- ثم عمل في وزارة العمل والشؤون الاجتماعية مديراً لدار التوجيه والإرشاد.
- ثم عمل بمعهد الخدمة الثانوي.
- وانتقل بعد ذلك إلى إمارة منطقة الرياض ليعمل في مكتب وكيل الإمارة.[8]

## أسرته
ينتمي الشاعر عبد الله السياري لأسرة شعرية عريقة، فوالده هو الشاعر الكبير محمد بن ناصر بن صقر السياري (1331-1400هـ) الذي يُعد أحد فحول الشعر الشعبي في الجزيرة العربية. وكان مجلسه ملتقى لكبار الشعراء كسويلم العلي السهلي وناصر بن فايز وناصر بن شعف السهلي وغيرهم.
وكذلك برع أخواه: ناصر بن محمد السياري (تـ1435هـ)  وفهد بن محمد السياري في نظم الشعر.

## دواوين
1. (ديواني). صدر عام 1413هـ - 1992م. أشرف على جمعه وإخراجه الأستاذ خالد بن عبد الله السياري رحمه الله. وكتب مقدمته الشيخ عبد الله بن خميس.
2. (ديواني الثاني). صدر عام 1434هـ - 2013م. أشرف على جمعه وإخراجه الأستاذ بداح بن فهد السبيعي، وكتب مقدمته الشاعر علي المفضي.[12]

## نماذج من شعره
(على خير أشوفك)
على خير أشوفك كان حنـا مـن الحييـن
مصير الليالي تجمـع الحـي مـع حيـه 
سرى النوم مع مسراك وأحفت دموع العين
كفـوفٍ تكفـه كفـة الشمـس للفـيـه 
بمان الكريم ارحل وانا في انتظارك ليـن
تـدور الليـالـي دورةٍ ترجـعـك لـيـه 
لك الله ما عن ناظري غبت لـو يوميـن
كوانـي فراقـك كـيـةٍ فوقـهـا كـيـه 
ولا والله أرخصتك ولا شفت غيرك زيـن
وأنا ادري بحبك لي وانـا صـادق النيـه 
أباصلك لو تبعد وانـا حافـي الرجليـن
صريع الغواني لـو جحـد فيـه ماريـه 
تموت القلوب الخالية بين زيـن وشيـن
وتعيش القلوب اللي علـى الـود مبنيـه 
ترى البعد بعد القلب ما هوب بعـد البيـن
إلى صار من ودعـك يـا عـدك بالجيـه
(برقٍ سرا)
يا سعد ما خِلت ليلة نهار السبت نوض
نوض برّاقٍ سرى طول ليله له نضيض
واعسى سيله جرى يا سعد في كل روض
واخضرت هاك الروابي وعم ابها البريض
ما وطى غطّاه واغثاه في روس العروض
كل ما فيّض شعيبٍ على الثاني يفيض
وامتلت كل الخباري بسيلٍ ما يغوض
كل ما هبّت عليه الصبا جاله جضيض
ما تشوف مع العرب فالمنادي زول حوض
يشربون الما هل الطرش في صيف ومقيض
كود حظي يا سعد ينتهض مثل الحظوظ
ما يحصّل مطلبه كود من مثلك حظيظ
يا سعد وين أنت عني وانا فالبحر اخوض
حِرت في وقتٍ جمع لي صديقٍ مع بغيض
يا سعد ليلي كما ليل غَلثٍ ومعضوض
والهوى لو ما بدا بالحشا جرحه عريض
يا سعد من بعدهم صار في قلبي رضوض
يا سعد ما للهوى لو بغيت اشكي فريض
يا سعد ما كل زولٍ عن الثاني يعوض
ما يعوض العين عن شوفة الغض الغضيض
يا سعد شفني طريح الهوى ما اقوى النهوض
من ثلاث سنين يا صاحبي حظي مريض
(يا ليتني فكرت)
يقول في قصيدة وجهها للأمير الشاعر محمد الأحمد السديري:
ياشيخ يامفني المواحيل والحيل
يادرع قومه وامته وقت الأنشاب
ياحصنها العالي رفيع المناويل
من لاذ به يبعد على كل طلاب
يافزعة المظلوم ريف المقاليل
أبو اليتيم وعز من لاله أقراب
يامحمد الأحمد عشير المشاكيل
ياريف ربعه والمسير والأقراب
وإن جا نهار فيه كز المراسيل
بين الجموع وكلحن فيه الأنياب
تشوف أبو خالد عقاب الهذاليل
من فوق قباً تقحم العود موثاب
له همة عليا تنوس القناديل
وله في اللقا صولات أبا زيد وذياب
فيما مضى يثني سريع المحاويل
دون الرمك لاحذف القوم الاسلاب
واليوم هو زيزومها مثل ماقيل
بانت عقب ضرب القنابل والأطواب
يشهد على ماقيل ماضي الأفاعيل
من لابة تقدم إلى هاب من هاب
منازله لأهل الشكاله مداهيل
منصاً لشجعان يلفون الأشناب
ولاينزل الافي رفيع المنازيل
ولاحط من دونه عن الناس حجاب
مجمع رجال مابهم خايع القيل
مجلس شريف يجمع أجناب وأصحاب
ياشيخ عيني كن فيها سماليل
كن الجفون مشبحات بلأطناب
أسهر ودمعي مثل وبل الهماليل
وأقعد وأقوم وكل شي له أسباب
دخلت لي مدخال سهل المداخيل
ياليتني فكرت قبل ادخل الباب
وزل القدم بي وسط شرك المحابيل
وأصبحت أنا ما بين مايح وجذاب
واسلم ودم ما غردن البلابيل
ذخر لمن ناشه من الوقت مخلاب
واعذر وسامح واقبل العذر تكميل
يابو هلا ياستر غضات الأشباب
واختام ما قلته صلاة بترتيل
على نبي وضح الحق بكتاب
وقد أجاب الأمير محمد السديري -رحمه الله- على السياري بقصيدة يقول في بعض أبياتها:
قم يا محيسن شب نار المعاميل
صفصف عليها السمر من زين الأخشاب
وإن ولعت واستضرمت باللهب حيل
يجذب سناها بالدجى كل شراب
وإن صرمت والجمر فيها دحاميل
أزرق سناها ذايب يلهب الهاب
إحمس عليها البن من غير تقليل
واحذر عواقب من هرج عايب عاب
ودقه ولقمها وزود لها الهيل
حتى يصير الكيف طب للألباب
ماها قراح صافي من شهاليل
من وبل رايح داجي الغيث نحاب
ياحلو صبتها ابيض الفناجيل
لي ذاقها الممروض من علته طاب
يالخالدي تطري علي التعاليل
يوم الرقيب امعلق تقل مشهاب
يوم الكواكب مثل لون المشاعيل
وعنا ردي الخال يا الحيدري غاب
جانا من العارض كلام بتفصيل
من واحد يشكي من الناس عجاب
يشكي هوا راعي العيون المظاليل
وقبله اعقاب الخيل يشكي على احجاب
ماجور ياشاكي هوا نافل الجيل
الله يفكك من عنا عكش الأهداب
الطير يشبك بالشرك مثل ماقيل
والصيد يشرف طارده كل مرقاب
إتعب وعد ابنايفات الأقاذيل
ويبين لك من هافي الوسط مضراب
حرك قدم رجلك إلى هود الليل
ومن بعد الملقاف في بندقه صاب
لازم ياخو ناصر تحصل محاصيل
تصادف الغرات تفتح لها أبواب
معهن لمن عناك تلقا محاويل
ويبهج افوادك طقة الناب بالناب 
(صبّحك بالخير)
صبّحك بالخير يا أحلا وجه صبّحني
يا طلعة البدر كل الخير بعيونك
سلام مديت لك يمناي صافحني
أموت وأحيا بكيف الحال، وشلونك؟
ريحك من أقبلت يقفاني وينطحني
وأشوف برق الدجى في لمعة سنونك
سر الغلا شايفه بحجاجك المحني
والسحر بعيونك الخدرات وجفونك
(خيالك نديمي)
هلا مرحبابك يا مجدد نشاط الروح
يموت الخفوق ولا سمع صوتك أحييته
أهيم بغرامك مع صدى صوتك المبحوح
على الهاتف اللي تالي الليل دقيته
ترى قبل ما تزهم خيالك يجي ويروح
إلى راح ناديته ولي رد ضمّيته

## قالوا عنه
يقول عنه الشيخ عبدالله بن خميس رحمه الله: «هو صاحب الشاعرية السلسة المنقادة التي لا تشبع من قراءتها، ولا تمل من متابعتها، يصف فيجيء وصفه حلواً أخاذاً صادقاً يورق ويشوق، ويتغزل فيتنزل الغزل في فنّه مُجاج نحل، وعطر عروس، وروض أُنف فواح، ووطنياته تشم منها الشيح والعرار والعنبر والكادي، وكأنك تعيش معه في خمائل التنهات، وجداول خريم، ومغاني التوضحية».